# Draža Mihailović
Dragoljub "Draža" Mihailović, (serbisk kyrilliska: Драгољуб "Дража" Михаиловић; latinska: Dragoljub "Draža" Mihailović) även känd som Čiča (Чича), född 27 april 1893 i Ivanjica, Kungariket Serbien, död 17 juli 1946 i Belgrad, SFR Jugoslavien, var en serbisk general, främst känd som ledare för jugoslaviska armén under andra världskriget. 
Efter kriget blev han anklagad av rivalerna partisanerna för otillåtet samarbete. USA:s president Harry S. Truman tilldelade Mihajlović postumt amerikanska Legion of Merit för att ha övervakat räddningen av 500 amerikanska soldater som tjetnikerna (Četnici) gjorde under andra världskriget.

## Biografi
Mihailović föddes i Ivanjica i Serbien. Mihajlović åkte i oktober 1910 till serbiska militärakademin, och som kadett stred han i balkankrigen (1912–1913). I juli 1913 utnämndes han till löjtnant som den främste i sin klass. Han tjänstgjorde under första världskriget och tillsammans med den serbiska armén marscherade han genom Albanien 1915 under den långa reträtten som serbiska armén gjorde. Han fick senare mottaga ett flertal utmärkelser för sina bedrifter på Thessalonikifronten.
Under mellankrigstiden blev han stabsofficer och utsågs till överste. Han var också militärattaché i Sofia och Prag.
Hans militära karriär kom närapå till ett abrupt slut efter ett flertal incidenter. Den viktigaste var då han ville dela upp armén i enlighet med nationell tillhörighet (bl.a. serber, kroater och slovener), för vilket han fick tillbringa 30 dagar i fängelse. 
På Ravna Gora, organiserade Mihailović "Četnici" av lösgjorda grupper från den jugoslaviska armén, vilka sedermera blev Četnik-militärens grupper och slutligen jugoslaviska armén i hemlandet (Jugoslovenska vojska u otadžbini).
De första tjetnikformationerna som leddes av Mihailović bildades runt Ravna Gora i 14 juni. Det fastställda målet för Četnici var befrielsen av landet från ockuperande makter som Nazityskland, Italien, Albanien och Kroatien.
Emellertid bestämde han sig att inte involvera hela serbiska armén då detta skulle resultera i katastrofala förluster som i första världskriget, i vilket kungadömet Serbien förlorade en fjärdedel av sin befolkning. Istället gjorde Mihailović en planläggning av soldater och vapen, i väntan på de allierades landstigning på Balkan. En av motståndsledarna under första världskriget och tillika före detta Četnik, Kosta Milovanović Pećanac, motsatte sig detta beslut och valde att samarbeta med nazisterna mot kommunisterna. Pećanac och Mihailović blev rivaler, genom att båda gjorde anspråk på Četnikarvet och med Pećanac styrande en mycket mindre lojal grupp än den Mihailović hade. På grund av sitt öppna samarbete med nazisterna blev Pećanac skjuten 1944 i samband med att han blev tillfångatagen och anklagad för högförräderi av Mihailovićs Četnici.
1943 beslutade nazisterna att förfölja Četnikerna i den norra zonen och erbjöd en belöning på 100 000 riksmark för tillfångatagandet av Mihailović, död eller levande.
Den brittiska chefen för specialuppdrag sände till en början hjälpförnödenheter till Mihailović med början på hösten 1941, men dessa tog slut eftersom britterna favoriserade Tito.
Mihailović steg i graderna när han blev krigsminister i exilregeringen 11 januari 1942 och general och ställföreträdande överbefälhavare i juni samma år.
Efter kriget greps Mihailović av de jugoslaviska myndigheterna och dömdes till döden för högförräderi och krigsförbrytelser. Tillsammans med nio andra officerare arkebuserades Mihailović i Lisičiji Potok i närheten av Belgrad. 
I mars 2012 lämnade Vojislav Mihailović en begäran om resning i målet mot sin farfar Draza Mihailović till högsta domstolen.
Högsta domstolen upprättade Draža Mihailović i dom den 14 maj 2015 och frikände honom från alla anklagelser. Denna dom reverserar domen från 1946 som dömde Mihailović för att samarbeta med de ockuperande naziststyrkorna och avlägsna honom från alla sina rättigheter som medborgare. Enligt det nya domslutet agerade dåtida kommunistregimens domstol på order av Josip Broz Tito för en fällande dom och inledde en politiskt och ideologiskt motiverad rättegång.
USA:s president Harry S. Truman gav postumt Mihailović "Legion of Merit" på rekommendation av General Eisenhower för att han och hans Četnici räddat livet 500 amerikanska flygare. Utmärkelsen och berättelsen om räddningstjänsten klassificerades hemlig av statsdepartementet för att inte kränka Tito och den jugoslaviska kommunistiska regeringen.